# Perjiva geminata
Perjiva geminata là một loài tò vò trong họ Ichneumonidae.